# Independentfilm
Independentfilm, oberoende film eller indiefilm är en filmterm med flera olika betydelser. Det kan syfta på en film som produceras av ett mindre bolag, utan konventionellt filmstöd eller med en specifik typ av marknadsföring.

## Sverige
Med filmstöd menar man i Sverige oftast ekonomiska bidrag man kan ansöka om och erhålla från till exempel Svenska Filminstitutet och/eller lokala eller regionala filmpooler.[källa behövs]
Exempel på svenska independentfilmer är Panik (1939), …Och efter skymning kommer mörker (1947), Farväl Falkenberg (2006), Hata Göteborg (2007) och Sektor 236 - Tors vrede (2010).

## USA
I USA avser independentfilm ofta en film som finansierats och producerats utanför något av Hollywoods sex största filmbolag (The Majors). Många av dessa filmbolag producerar dock filmer i dotterbolag som sedan marknadsförs som independentfilm. Warner Bros. har till exempel en avdelning kallad Warner Independent. Finansieringen av en independentfilm kan bland annat göras genom förhandsförsäljning av visningsrättigheterna.
Exempel på amerikanska independentfilmer är Sex, lögner och videoband (1989), Pulp Fiction (1994), Bara en natt (1995), The Blair Witch Project (1999), Mulholland Drive (2001) och Mitt stora feta grekiska bröllop (2002). Även filmtrilogin om Härskarringen (2001–2003) gjordes till viss del med hjälp av oberoende medel; en stor del av budgeten kom från försäljning av distributionsrättigheter samt licensieringsrättigheter för leksaker, spel och andra produkter.